# Pedamaran VI
Pedamaran VI is een bestuurslaag in het regentschap Ogan Komering Ilir van de provincie Zuid-Sumatra, Indonesië. Pedamaran VI telt 7604 inwoners (volkstelling 2010).